# Angelica Augustsson
Ulla Angelica Augustsson, född 9 januari 1987 i Vallda församling i Hallands län, är en svensk ryttare som rider för irländska Enda Carroll, som driver Ashford Farm. Tidigare red hon för Dietmar Gugler på stall Gestüt Prinzenberg i Tyskland men meddelade att hon från 2014 byter arbetsgivare; bytet innebar att hon fick lämna sin tidigare topphäst Mic Mac du Tillard.
På Göteborg Horse Show 2011 vann hon sin första världscupseger framför namnkunniga ryttare som Ludger Beerbaum. År 2013 var hon med och erövrade lagbronset i EM trots en spektakulär felridning i den första delomgången. Senare på hösten tog hon hem segern i hoppserien Volkswagen Grand Prix tillsammans med stoet Mic Mac du Tillard.

## Topphästar
- Mic Mac du Tillard (Sto född 2000) Fuxfärgat Selle français e:Cruising u:Quanagra ue:Galoubet A

### Fotnoter
1. ↑  Sveriges befolkning 2000, Version 1.03, Sveriges Släktforskarförbund: Augustsson, Ulla Angelica
2. ↑  ”Angelica förlorar Mic Mac”. Tidningen Ridsport. 21 november 2013. http://www.tidningenridsport.se/Tavling/Nyheter/2013/11/Angelica-forlorar-Mic-Mac/. Läst 1 januari 2014.